# Ktenostreptus lankaensis
Ktenostreptus lankaensis är en mångfotingart som först beskrevs av Jean-Henri Humbert.  Ktenostreptus lankaensis ingår i släktet Ktenostreptus och familjen Harpagophoridae. Inga underarter finns listade i Catalogue of Life.